# Кренухові
Кренухові (Crenuchidae) — родина південноамериканських прісноводних риб ряду харациноподібних (Characiformes).
Поширені в Неотропіці, зустрічаються в більшості прісноводних водойм від східної Панами до північної Аргентини та Уругваю.
Кренухові — переважно дрібні риби, їхній розмір зазвичай менше за 10 см стандартної (без хвостового плавця) довжини, а є й зовсім мініатюрні види, розмір дорослої особини в яких не перевищує 20 мм стандартної довжини.
Ці риби зустрічаються в різноманітних прісноводних середовищах існування, від невеликих струмків до великих річок, озер або заплав. Частина видів мешкає в невеличких річках з млявою течією, що протікають серед низинних дощових лісів, а також у прибережних рівнинних болотах. Зазвичай їхня наявність є індикатором здоров'я водойми та пов'язаних з нею ділянок лісу. Інші види надають перевагу малим струмкам зі швидкою течією, де вони ширяють серед гальки, каміння та водної рослинності. Окремі види Characidium мають дивовижну здатність «лазити» водоспадами, використовуючи свої парні плавці, щоб чіплятися за скелясті виступи. Деякі види перебувають під загрозою зникнення.
Родина Crenuchidae має стабільні склад і внутрішню класифікацію. Станом на початок 2025 року вона об'єднувала 11 родів і 117 видів риб, що поділяються на 2 підродини Crenuchinae (2 роди, 5 видів) та Characidiinae (9 родів, 112 видів):
- Підродина Crenuchinae  Günther, 1864
  - Crenuchus  Günther, 1863
  - Poecilocharax  Eigenmann, 1909
- Підродина Characidiinae  Fowler, 1932
  - Ammocryptocharax  Weitzman & Kanazawa, 1976
  - Characidium  Reinhardt, 1867
  - Elachocharax  Myers, 1927
  - Klausewitzia  Géry, 1965
  - Leptocharacidium  Buckup, 1993
  - Melanocharacidium  Buckup, 1993
  - Microcharacidium  Buckup, 1993
  - Odontocharacidium  Buckup, 1993
  - Skiotocharax  Presswell, Weitzman & Bergquist, 2000

Майже дві третини кренухових належать до роду Characidium.
Монофілія родини ніколи не ставилася під сумнів. Вона підтверджується переліком з приблизно 13 морфологічних ознак (синапоморфій). Характерною ознакою представників родини є наявність парних отворів в лобовій кістці, розташованих у верхній частині голови, позаду орбіт очей. Вони виразні в представників підродини Crenuchinae й дуже маленькі в Characidiinae.
Зовні представники підродини Characidiinae нагадують північноамериканських окуневих з підродини Etheostomatinae, а також африканських харациноподібних риб з родів Nannocharax і Hemigrammocharax (родина дистиходові). Crenuchus spilurus (підродина Crenuchinae) нагадує карликових цихлід, а представники роду Poecilocharax схожі з коропозубими.
Кілька видів тримають в акваріумах.